# 特克斯黄耆
特克斯黄耆（学名：Astragalus tekesensis）是豆科黄芪属的植物，是中国的特有植物。分布在中国大陆的新疆等地，生长于海拔1,300米的地区，一般生于河岸两旁荒地上，目前尚未由人工引种栽培。